# Husayn ibn Ali
Husayn ibn Ali (Husayn, sin Alija) ali tudi Husein ibn Ali (11. ali 13. januar 626 n. št. – 13. oktober 680 n. št.) je bil tretji imam šiitskega islama. Bil je sin Alija ibn Abi Taliba, četrtega kalifa in prvega imama šiitskega islama. Njegova mati je bila Fatimah Zahra, hči preroka Mohameda in žena Alija. Bil je tudi mlajši brat Hasana ibn Alija, drugega imama šiitskega islama.
Husayn ibn Ali je znan kot velika osebnost v islamu. Zavrnil je podreditev Yazidu I., omajadskemu kalifu. Zaradi tega je bil ubit v bitki pri Karbali skupaj z večino svoje družine. Muslimani ga imajo za mučenika.